# Metriopelma zebratum
Metriopelma zebratum är en spindelart som beskrevs av Banks 1909. Metriopelma zebratum ingår i släktet Metriopelma och familjen fågelspindlar.
Artens utbredningsområde är Costa Rica. Inga underarter finns listade i Catalogue of Life.